# Flugplatz Alt Daber

i7
i11
i13
Der Flugplatz Alt Daber ist ein ehemaliger Militärflugplatz in Brandenburg in Wittstock/Dosse, der in den 1930er Jahren unter dem Namen Fliegerhorst Wittstock eröffnet wurde. Seine Verwendung für Flugzwecke endete im Jahr 1994.

## Geschichte

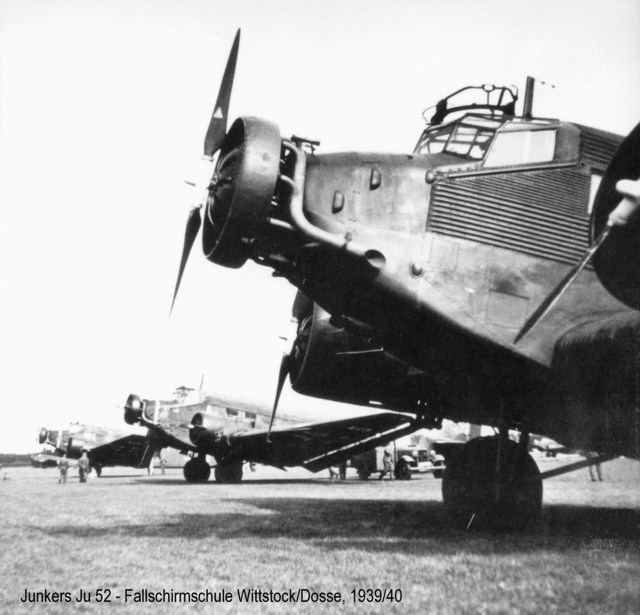
Junkers Ju 52 der Fallschirmschule in Wittstock/Dosse, Flugplatz Alt Daber, ungefähr 1939/40.

Das Gelände diente ab 1934 als Segelflugplatz. Der eigentliche Ausbau als Fallschirmjägerschule fand von 1938 bis 1940 statt, die Ausbildung begann 1939. So lagen hier die Fallschirm-Schule 2, das Fallschirm-Ersatz-Bataillon 3 (ab 1941) und das Fallschirm-Ergänzungs-Bataillon 4 (ab 1941). Die Fallschirmjägerausbildung wurde bis 1944 durchgeführt. Einer der Absolventen war der Schauspieler Joachim Fuchsberger. Auch einige fliegende Einheiten der Luftwaffe nutzten den Platz zur Ausbildung, etwa die III. Gruppe des Kampfgeschwaders 4, deren Heinkel He 111 vom 5. bis 16. Oktober 1942 hierher verlegt worden war, um den Lastenseglerschlepp zu trainieren. Im Herbst 1944 kamen die ersten Einsatzeinheiten nach Wittstock, etwa die IV./JG 301 ab Anfang Februar 1945 oder die 1./NJG 100, die von hier aus vom 11. März bis zum 29. April 1945 Einsätze gegen die sowjetischen Truppen flogen.
Nachdem die letzten deutschen Flugzeuge am 30. April den Platz infolge der bevorstehenden bedingungslosen Kapitulation der Wehrmacht mit Beendigung des Zweiten Weltkriegs in Europa verlassen hatten, besetzte ihn die Rote Armee am 3. Mai 1945. Die sowjetischen Luftstreitkräfte stationierten anschließend hier mehrere Jagdfliegereinheiten. Ab 1961 übernahm das 33. IAP (Jagdfliegerregiment) – die Einheit war Teil der 16. GwIAD (Gardejagdfliegerdivision) innerhalb der 16. Luftarmee mit Hauptquartier in Damgarten – den Platz.
Die Start- und Landebahnen bestanden aus verdichteten Rasenflächen. Erst im Jahr 1952 bauten die sowjetischen Truppen eine fast 2,5 Kilometer lange Rollbahn, deren Decke asphaltiert wurde.
Bei Untersuchungen des Geländes und der denkmalgeschützten Funktionsgebäude (Kommandozentrale, Hangars, Garagen, Unterkünfte mit Sanitäranlagen, Kultur- und Sportsälen) in den 1990er Jahren wurde bekannt, dass die Wehrmacht im Untergrund des Flugplatzes ein Kino eingerichtet hatte, das Platz für 200 Besucher bot. Die hier stationierten Flieger konnten so die Wochenschau oder Unterhaltungsfilme sehen.
Die Anlage wurde mit dem Abzug der sowjetischen Truppen am 20. Juni 1994 stillgelegt. Der Heimatforscher Wolfgang Dost, der das Flugplatzgelände bereits zu DDR-Zeiten betreten durfte, untersuchte im Auftrag der Stadtverwaltung nach dem Abzug der russischen Einheiten das Gelände nach zurückgelassenen Wertgegenständen, Artefakten oder Büchern. Er erinnert sich, dass der Militärflugplatz „wie eine eigene Stadt mit hunderten Menschen“ war. Bei den letzten Streifzügen in den 2010er Jahren fand er durch Vandalismus zerstörte Kommandoräume, die alte Offiziers-Bibliothek, die Sporthalle sowie das ehemalige russische Truppenkino, das oberirdisch angelegt war. Die Zugänge der unterirdischen Anlage sind verschüttet und stehen unter Wasser.
Das Gelände, vor allem die Start- und Landebahnen, diente anschließend zeitweilig als Rennstrecke und es wurde für verschiedene Veranstaltungen genutzt. Die Stadt konnte erst im Jahr 2014 mit Hilfe von EU-Fördergeldern aus dem Fonds für regionale Entwicklung und mit zusätzlicher Unterstützung durch die Bundesanstalt für Immobilienaufgaben (Bima) mit einem Rückbau sowie der Entsiegelung dreier Teilflächen und des Gebäudes 11 des früheren Fliegerhorstes beginnen. Basis für die Arbeiten war unter anderem ein Umweltgutachten und die Analyse der Bodenproben und Baumaterialien, die auch Asbest nachgewiesen hat.
Die Quartiere der inzwischen hier heimisch gewordenen Fledermäuse konnten erhalten bleiben.
Bei diesen Arbeiten erwies sich auch, dass infolge des Brachliegens dort eine bemerkenswerte Flora entstanden ist.
Doch schon im Dezember 2011 wurde auf einer größeren Teilfläche mit dem Solarpark Alt Daber eine Photovoltaik-Freiflächenanlage mit einer Leistung von 67,8 MWp errichtet, die 2014 um ein Batterie-Speicherkraftwerk erweitert wurde.